# 樂古印務有限公司
樂古印務有限公司(當時是代號為0195.HK(A)及0196.HK(B))，由著名印刷商人李一諤創立，於1927年創辦，1972年上市。
此公司主要業務經營印務。後來擴展至地產業務，轉移至樂古地產有限公司，再在1988年，轉移至格蘭酒店集團上市，之後被恆隆地產計劃把本公司私有化，並在股東大會通過後，2003年2月26日兩份股撤銷上市。

## 外部連結
- 樂古印務 （页面存档备份，存于）
- 貿發局提供資料